# Disocactus quezaltecus
Disocactus quezaltecus är en kaktusväxtart som först beskrevs av Paul Carpenter Standley och Julian Alfred Steyermark, och fick sitt nu gällande namn av Myron William Kimnach. Disocactus quezaltecus ingår i släktet Disocactus och familjen kaktusväxter. Inga underarter finns listade i Catalogue of Life.